# Somaliweber

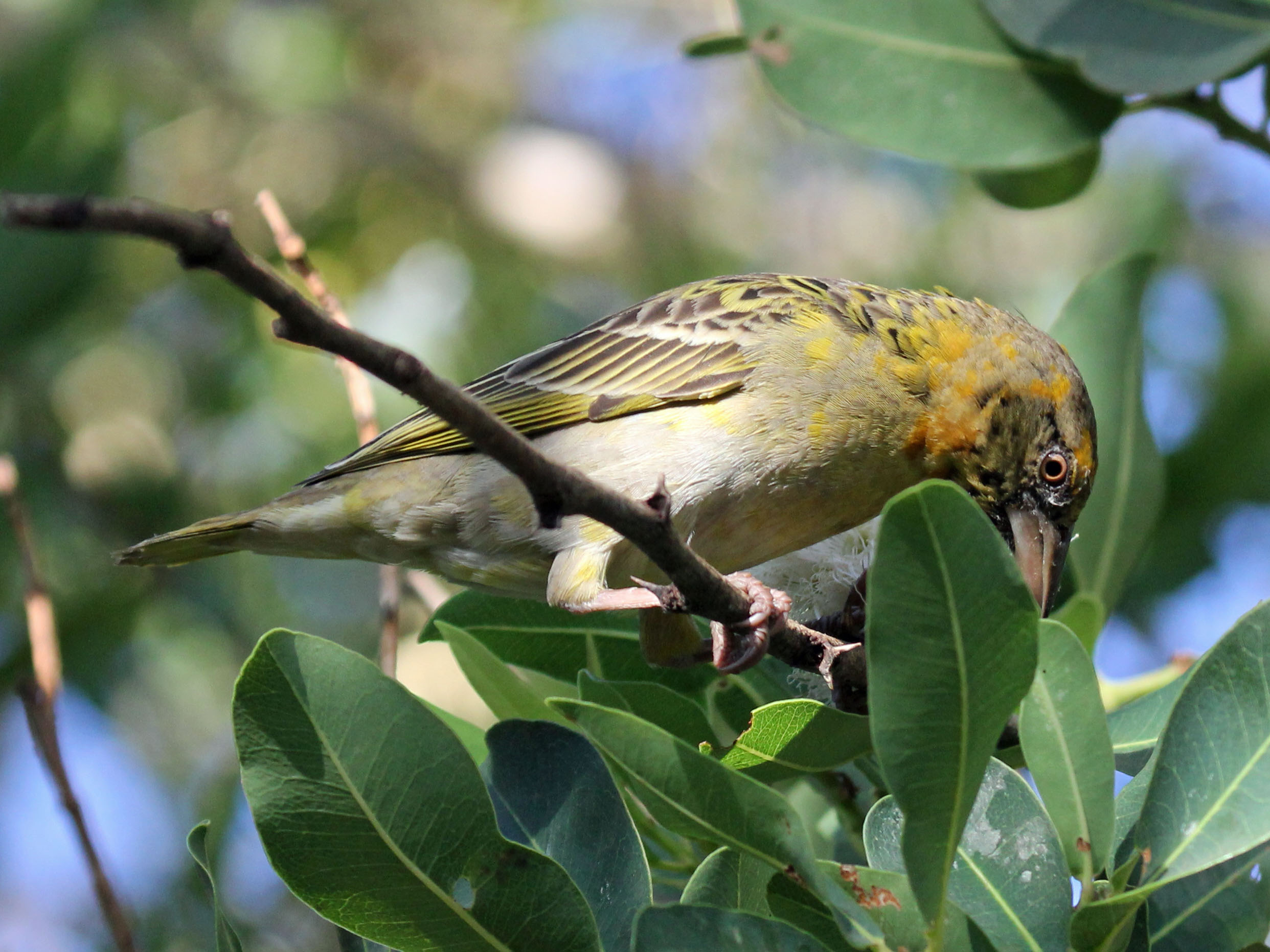
Weibchen

Der Somaliweber (Ploceus spekei, Syn.: Loxia spekei; Hyphantornis spekei) zählt innerhalb der Familie der Webervögel (Ploceidae) zur Gattung der Ammerweber (Ploceus).
Der lateinische Artzusatz bezieht sich auf John Hanning Speke.
Der Vogel kommt in Ostafrika vor in Äthiopien, Kenia, Somalia und Tansania.
Das Verbreitungsgebiet umfasst offene busch- und baumbestandene Lebensräume in der Nähe von Wasser, gerne Akazien, auch um Siedlungen herum, von 1200 bis 2200 m Höhe.

## Merkmale
Die Art ist 15 cm groß, das Männchen wiegt zwischen 34 und 43, das Weibchen zwischen 28 und 37 g. Es handelt sich um einen ziemlich großen wuchtigen Weber mit kräftigem Schnabel. Das Männchen hat eine schwarze Gesichtsmaske, unterhalb der Augen beginnend mit Rotbraun an der Unterseite abgesetzt. Stirn, Scheitel und Nacken sind kräftig gelb, bei Letzterem in olivgrün übergehend. Die Iris ist blass gelblich. Die Oberseite ist gefleckt gelb und schwarz. Es gibt keine Unterscheidung zwischen Brut- und Schlichtkleid. Das Weibchen ist matt olivgrün auf der Oberseite mit breiten Streifen auf den Flügeldecken, hat einen angedeuteten Überaugenstreif und ist auf Brust und Kehle blass gelb. Unterseite und Sterz sind weißlich. Jungvögel ähneln dem Weibchen, sind aber mehr olivbraun.
Die Art ist monotypisch.

## Stimme
Der Gesang des Männchens wird als wiederholte, in Schnattern übergehende Töne „tz-z-z-z-z za za eee eh eh ch-ch-ch tzz-eh“ oder als „pew…pew…tew, chinkichi-chewchew-skerinkitsitew“ beschrieben.

## Lebensweise
Die Nahrung besteht hauptsächlich aus Samen, auch Insekten einschließlich Termiten. Gejagt wird in kleinen Jagdgemeinschaften.
Die Brutzeit liegt zwischen April und September in Äthiopien, zwischen Mai und Juni in Somalia, Februar bis Juli sowie Oktober bis Dezember in Kenia.
Das Gelege umfasst 4 tiefblaue Eier, 24 bis 26 auf 15 bis 16 mm groß.

## Gefährdungssituation
Der Bestand gilt als nicht gefährdet (Least Concern).